# Thorne-systeem
Het Thorne-systeem voor classificatie van planten is opgesteld door de plantkundige Robert F. Thorne (1920-). Het belangrijkste lijkt de publicatie in 1992. Thorne heeft in 2000 een geheel herzien systeem gepubliceerd.
Volgens de versie zoals in 1999 weergegeven door Reveal, aan het Norton Brown Herbarium, Maryland (merk op dat er een uitgebreide opsomming is van synoniemen, zowel nomenclatureel als taxonomisch, voor elke naam in het systeem): zijn de hoofdgroepen (in het systeem van 1992):

## Overzicht
- klasse Magnoliopsida [= angiospermen oftewel bedektzadigen] 
  - onderklasse Magnoliidae [= ' oude' tweezaadlobbigen]
    - superorde Magnolianae
    - superorde Nymphaeanae
    - superorde Rafflesianae
    - superorde Caryophyllanae
    - superorde Theanae
    - superorde Celastranae
    - superorde Malvanae
    - superorde Violanae
    - superorde Santalanae
    - superorde Geranianae
    - superorde Rutanae
    - superorde Proteanae
    - superorde Rosanae
    - superorde Cornanae
    - superorde Asteranae
    - superorde Solananae
    - superorde Loasanae
    - superorde Myrtanae
    -  superorde Gentiananae

  -  onderklasse Liliidae [= eenzaadlobbigen]
    - superorde Lilianae
    - superorde Hydatellanae
    - superorde Triuridanae
    - superorde Aranae
    - superorde Cyclanthanae
    - superorde Pandananae
    - superorde Arecanae
    -  superorde Commelinanae

## In meer detail
Het zal hier gaan om de versie uit 1992 (die aanmerkelijk verschilt van het systeem zoals herzien in 2000). In meer detail ziet het systeem er zo uit:
- klasse Magnoliopsida [= angiospermen] 
  -  onderklasse Magnoliidae [= ' oude' tweezaadlobbigen]
    - superorde Magnolianae
      - orde Magnoliales
        - familie Winteraceae
        - familie Illiciaceae
        - familie Schisandraceae
        - familie Magnoliaceae
        - familie Degeneriaceae
        - familie Himantandraceae
        - familie Eupomatiaceae
        - familie Annonaceae
        - familie Aristolochiaceae
        - familie Myristicaceae
        - familie Canellaceae
        - familie Austrobaileyaceae
        - familie Amborellaceae
        - familie Trimeniaceae
        - familie Chloranthaceae
        - familie Monimiaceae
        - familie Gomortegaceae
        - familie Calycanthaceae
        - familie Lauraceae
        - familie Hernandiaceae
        - familie Lactoridaceae
        - familie Saururaceae
        -  familie Piperaceae

      - orde Ceratophyllales
        -  familie Ceratophyllaceae

      - orde Nelumbonales
        -  familie Nelumbonaceae

      - orde Paeoniales
        - familie Paeoniaceae
        -  familie Glaucidiaceae

      -  orde Berberidales
        - familie Menispermaceae
        - familie Lardizabalaceae
        - familie Sargentodoxaceae
        - familie Berberidaceae
        - familie Hydrastidaceae
        - familie Ranunculaceae
        - familie Circaeasteraceae
        -  familie Papaveraceae

    - superorde Nymphaeanae
      -  orde Nymphaeales
        - familie Cabombaceae
        -  familie Nymphaeaceae

    - superorde Rafflesianae
      -  orde Rafflesiales
        - familie Hydnoraceae
        -  familie Rafflesiaceae

    - superorde Caryophyllanae
      -  orde Caryophyllales
        - familie Caryophyllaceae
        - familie Portulacaceae
        - familie Hectorellaceae
        - familie Basellaceae
        - familie Didiereaceae
        - familie Cactaceae
        - familie Phytolaccaceae
        - familie Petiveriaceae
        - familie Agdestidaceae
        - familie Barbeuiaceae
        - familie Achatocarpaceae
        - familie Stegnospermataceae
        - familie Nyctaginaceae
        - familie Aizoaceae
        - familie Halophytaceae
        - familie Molluginaceae
        - familie Chenopodiaceae
        -  familie Amaranthaceae

    - superorde Theanae
      - orde Theales
        - familie Dilleniaceae
        - familie Actinidiaceae
        - familie Paracryphiaceae
        - familie Stachyuraceae
        - familie Theaceae
        - familie Asteropeiaceae
        - familie Tetrameristaceae
        - familie Pellicieraceae
        - familie Chrysobalanaceae
        - familie Symplocaceae
        - familie Caryocaraceae
        - familie Marcgraviaceae
        - familie Oncothecaceae
        - familie Aquifoliaceae
        - familie Phellinaceae
        - familie Sphenostemonaceae
        - familie Sarraceniaceae
        - familie Pentaphylacaceae
        - familie Clethraceae
        - familie Cyrillaceae
        - familie Ochnaceae
        - familie Quiinaceae
        - familie Scytopetalaceae
        - familie Medusagynaceae
        - familie Strasburgeriaceae
        - familie Ancistrocladaceae
        - familie Dioncophyllaceae
        - familie Nepenthaceae
        - familie Bonnetiaceae
        - familie Clusiaceae
        - familie Elatinaceae
        -  familie Lecythidaceae

      - orde Ericales
        - familie Ericaceae
        - familie Epacridaceae
        -  familie Empetraceae

      - orde Fouquieriales
        -  familie Fouquieriaceae

      - orde Styracales
        - familie Ebenaceae
        - familie Lissocarpaceae
        - familie Sapotaceae
        -  familie Styracaceae

      - orde Primulales
        - familie Theophrastaceae
        - familie Myrsinaceae
        - familie Primulaceae
        -  familie Plumbaginaceae

      -  orde Polygonales
        -  familie Polygonaceae

    - superorde Celastranae
      -  orde Celastrales
        - familie Celastraceae
        - familie Goupiaceae
        - familie Lophopyxidaceae
        - familie Stackhousiaceae
        -  familie Corynocarpaceae

    - superorde Malvanae
      - orde Malvales
        - familie Sterculiaceae
        - familie Huaceae
        - familie Elaeocarpaceae
        - familie Plagiopteraceae
        - familie Tiliaceae
        - familie Monotaceae
        - familie Dipterocarpaceae
        - familie Sarcolaenaceae
        - familie Sphaerosepalaceae
        - familie Bombacaceae
        -  familie Malvaceae

      - orde Urticales
        - familie Ulmaceae
        - familie Moraceae
        - familie Cecropiaceae
        - familie Barbeyaceae
        - familie Urticaceae
        -  familie Cannabaceae

      - orde Rhamnales
        - familie Rhamnaceae
        -  familie Elaeagnaceae

      - orde Euphorbiales
        - familie Euphorbiaceae
        - familie Aextoxicaceae
        - familie Simmondsiaceae
        - familie Dichapetalaceae
        - familie Gonystylaceae
        -  familie Thymelaeaceae

    - superorde Violanae
      - orde Violales
        - familie Bixaceae
        - familie Cochlospermaceae
        - familie Cistaceae
        - familie Violaceae
        - familie Flacourtiaceae
        - familie Physenaceae
        - familie Lacistemataceae
        - familie Salicaceae
        - familie Dipentodontaceae
        - familie Peridiscaceae
        - familie Scyphostegiaceae
        - familie Passifloraceae
        - familie Turneriaceae
        - familie Malesherbiaceae
        - familie Achariaceae
        - familie Caricaceae
        - familie Tamaricaceae
        - familie Frankeniaceae
        - familie Cucurbitaceae
        - familie Begoniaceae
        -  familie Datiscaceae

      - orde Brassicales
        - familie Resedaceae
        - familie Capparaceae
        - familie Brassicaceae
        - familie Salvadoraceae
        -  familie Gyrostemonaceae

      -  orde Batales
        -  familie Bataceae

    - superorde Santalanae
      - orde Santalales
        - familie Olacaceae
        - familie Opiliaceae
        - familie Medusandraceae
        - familie Santalaceae
        - familie Misodendraceae
        - familie Loranthaceae
        - familie Eremolepidaceae
        -  familie Viscaceae

      -  orde Balanophorales
        -  familie Balanophoraceae
        -  familie Cynomoriaceae

    - superorde Geranianae
      - orde Linales
        - familie Humiriaceae
        - familie Ctenolophonaceae
        - familie Hugoniaceae
        - familie Ixonanthaceae
        - familie Linaceae
        - familie Erythroxylaceae
        - familie Zygophyllaceae
        -  familie Balanitaceae

      - orde Rhizophorales
        -  familie Rhizophoraceae

      - orde Geraniales
        - familie Oxalidaceae
        - familie Geraniaceae
        - familie Balsaminaceae
        - familie Tropaeolaceae
        -  familie Limnanthaceae

      -  orde Polygalales
        - familie Malpighiaceae
        - familie Trigoniaceae
        - familie Vochysiaceae
        - familie Polygalaceae
        -  familie Krameriaceae

    - superorde Rutanae
      -  orde Rutales
        - familie Rutaceae
        - familie Rhabdodendraceae
        - familie Cneoraceae
        - familie Simaroubaceae
        - familie Picramniaceae
        - familie Ptaeroxylaceae
        - familie Meliaceae
        - familie Burseraceae
        - familie Anacardiaceae
        - familie Leitneriaceae
        - familie Tepuianthaceae
        - familie Coriariaceae
        - familie Sapindaceae
        - familie Sabiaceae
        - familie Melianthaceae
        - familie Akaniaceae
        - familie Bretschneideraceae
        - familie Moringaceae
        - familie Surianaceae
        - familie Connaraceae
        -  familie Fabaceae

    - superorde Proteanae
      -  orde Proteales
        -  familie Proteaceae

    - superorde Rosanae
      - orde Hamamelidales
        - familie Trochodendraceae
        - familie Eupteleaceae
        - familie Cercidiphyllaceae
        - familie Platanaceae
        -  familie Hamamelidaceae

      - orde Casuarinales
        -  familie Casuarinaceae

      - orde Balanopales
        - familie Buxaceae
        - familie Didymelaceae
        - familie Daphniphyllaceae
        -  familie Balanopaceae

      - orde Bruniales
        - familie Roridulaceae
        - familie Bruniaceae
        - familie Geissolomataceae
        - familie Grubbiaceae
        - familie Myrothamnaceae
        -  familie Hydrostachyaceae

      - orde Juglandales
        - familie Rhoipteleaceae
        - familie Juglandaceae
        -  familie Myricaceae

      - orde Betulales
        - familie Ticodendraceae
        - familie Betulaceae
        - familie Nothofagaceae
        -  familie Fagaceae 

      - orde Rosales
        - familie Rosaceae
        - familie Neuradaceae
        - familie Crossosomataceae
        -  familie Anisophylleaceae

      - orde Saxifragales
        - familie Tetracarpaeaceae
        - familie Crassulaceae
        - familie Cephalotaceae
        - familie Penthoraceae
        - familie Saxifragaceae
        - familie Francoaceae
        - familie Grossulariaceae
        - familie Vahliaceae
        - familie Eremosynaceae
        - familie Lepuropetalaceae
        - familie Parnassiaceae
        - familie Stylidiaceae
        - familie Droseraceae
        - familie Greyiaceae
        -  familie Diapensiaceae

      - orde Podostemales
        -  familie Podostemaceae

      -  orde Cunoniales
        - familie Cunoniaceae
        - familie Davidsoniaceae
        -  familie Staphyleaceae

    - superorde Cornanae
      - orde Hydrangeales
        - familie Hydrangeaceae
        - familie Escalloniaceae
        - familie Carpodetaceae
        - familie Griseliniaceae
        - familie Alseuosmiaceae
        - familie Montiniaceae
        - familie Brexiaceae
        - familie Columelliaceae
        -  familie Desfontainiaceae

      - orde Cornales
        - familie Vitaceae
        - familie Gunneraceae
        - familie Haloragaceae
        - familie Cornaceae
        - familie Curtisiaceae
        - familie Alangiaceae
        - familie Garryaceae
        - familie Aucubaceae
        - familie Aralidiaceae
        - familie Eucommiaceae
        - familie Icacinaceae
        - familie Metteniusaceae
        - familie Cardiopteridaceae
        -  familie Peripterygiaceae

      - orde Pittosporales
        - familie Pittosporaceae
        - familie Byblidaceae
        -  familie Tremandraceae

      - orde Araliales
        - familie Helwingiaceae
        - familie Torricelliaceae
        - familie Araliaceae
        - familie Hydrocotylaceae
        -  familie Apiaceae

      -  orde Dipsacales
        - familie Caprifoliaceae
        - familie Adoxaceae
        - familie Valerianaceae
        - familie Triplostegiaceae
        - familie Dipsacaceae
        -  familie Morinaceae

    - superorde Asteranae
      - orde Asterales
        - familie Calyceraceae
        -  familie Asteraceae

      -  orde Campanulales
        - familie Menyanthaceae
        - familie Pentaphragmataceae
        - familie Sphenocleaceae
        - familie Campanulaceae
        -  familie Goodeniaceae

    - superorde Solananae
      -  orde Solanales
        - familie Solanaceae
        - familie Duckeodendraceae
        - familie Goetzeaceae
        - familie Nolanaceae
        - familie Convolvulaceae
        - familie Hydrophyllaceae
        - familie Boraginaceae
        - familie Hoplestigmataceae
        - familie Lennoaceae
        - familie Tetrachondraceae
        -  familie Polemoniaceae

    - superorde Loasanae
      -  orde Loasales
        -  familie Loasaceae

    - superorde Myrtanae
      -  orde Myrtales
        - familie Lythraceae
        - familie Alzateaceae
        - familie Rhynchocalycaceae
        - familie Penaeaceae
        - familie Oliniaceae
        - familie Trapaceae
        - familie Crypteroniaceae
        - familie Melastomataceae
        - familie Combretaceae
        - familie Onagraceae
        -  familie Myrtaceae

    -  superorde Gentiananae
      - orde Gentianales
        - familie Loganiaceae
        - familie Rubiaceae
        - familie Dialypetalanthaceae
        - familie Apocynaceae
        - familie Gentianaceae
        -  familie Saccifoliaceae

      -  orde Scrophulariales
        - familie Oleaceae
        - familie Buddlejaceae
        - familie Stilbaceae
        - familie Bignoniaceae
        - familie Pedaliaceae
        - familie Martyniaceae
        - familie Myoporaceae
        - familie Scrophulariaceae
        - familie Gesneriaceae
        - familie Globulariaceae
        - familie Plantaginaceae
        - familie Lentibulariaceae
        - familie Acanthaceae
        - familie Callitrichaceae
        - familie Hippuridaceae
        - familie Verbenaceae
        - familie Phrymaceae
        - familie Symphoremataceae
        - familie Nesogenaceae
        - familie Avicenniaceae
        -  familie Lamiaceae

  -  onderklasse Liliidae [= eenzaadlobbigen]
    - superorde Lilianae
      - orde Liliales
        - familie Melanthiaceae
        - familie Campynemataceae
        - familie Alstroemeriaceae
        - familie Colchicaceae
        - familie Liliaceae
        - familie Trilliaceae
        -  familie Iridaceae

      - orde Burmanniales
        - familie Burmanniaceae
        -  familie Corsiaceae

      - orde Asparagales
        - familie Asparagaceae
        - familie Luzuriagaceae
        - familie Asphodelaceae
        - familie Aphyllanthaceae
        - familie Phormiaceae
        - familie Tecophilaeaceae
        - familie Lanariaceae
        - familie Hemerocallidaceae
        - familie Asteliaceae
        - familie Hanguanaceae
        - familie Agavaceae
        - familie Hostaceae
        - familie Blandfordiaceae
        - familie Dasypogonaceae
        - familie Xanthorrhoeaceae
        - familie Ixioliriaceae
        - familie Hyacinthaceae
        - familie Alliaceae
        - familie Amaryllidaceae
        - familie Hypoxidaceae
        - familie Velloziaceae
        - familie Cyanastraceae
        -  familie Eriospermaceae

      - orde Dioscoreales
        - familie Philesiaceae
        - familie Rhipogonaceae
        - familie Petermanniaceae
        - familie Smilacaceae
        - familie Dioscoreaceae
        - familie Trichopodaceae
        - familie Stemonaceae
        -  familie Taccaceae

      -  orde Orchidales
        -  familie Orchidaceae

    - superorde Hydatellanae
      -  orde Hydatellales
        -  familie Hydatellaceae

    - superorde Triuridanae
      -  orde Triuridales
        -  familie Triuridaceae

    - superorde Alismatanae
      - orde Alismatales
        - familie Butomaceae
        - familie Alismataceae
        -  familie Hydrocharitaceae

      -  orde Potamogetonales
        - familie Aponogetonaceae
        - familie Scheuchzeriaceae
        - familie Juncaginaceae
        - familie Potamogetonaceae
        - familie Posidoniaceae
        - familie Cymodoceaceae
        - familie Zannichelliaceae
        -  familie Zosteraceae

    - superorde Aranae
      -  orde Acorales
        -  familie Acoraceae

      - orde Arales
        - familie Araceae
        -  familie Lemnaceae

    - superorde Cyclanthanae
      -  orde Cyclanthales
        -  familie Cyclanthaceae

    - superorde Pandananae
      -  orde Pandanales
        -  familie Pandanaceae

    - superorde Arecanae
      -  orde Arecales
        -  familie Arecaceae

    -  superorde Commelinanae
      - orde Bromeliales
        -  familie Bromeliaceae

      - orde Philydrales
        - familie Philydraceae
        - familie Pontederiaceae
        -  familie Haemodoraceae

      - orde Typhales
        -  familie Typhaceae

      - orde Zingiberales
        - familie Musaceae
        - familie Strelitziaceae
        - familie Lowiaceae
        - familie Heliconiaceae
        - familie Zingiberaceae
        - familie Costaceae
        - familie Cannaceae
        -  familie Marantaceae

      - orde Commelinales
        - familie Rapateaceae
        - familie Xyridaceae
        - familie Commelinaceae
        - familie Mayacaceae
        -  familie Eriocaulaceae

      - orde Juncales
        - familie Thurniaceae
        - familie Juncaceae
        -  familie Cyperaceae

      -  orde Poales
        - familie Flagellariaceae
        - familie Joinvilleaceae
        - familie Restionaceae
        - familie Ecdeiocoleaceae
        - familie Centrolepidaceae
        -  familie Poaceae